# Виманоне (Павија)
Виманоне је насеље у Италији у округу Павија, региону Ломбардија.
Према процени из 2011. у насељу је живело 6 становника. Насеље се налази на надморској висини од 80 м.